# Joel Pritchard

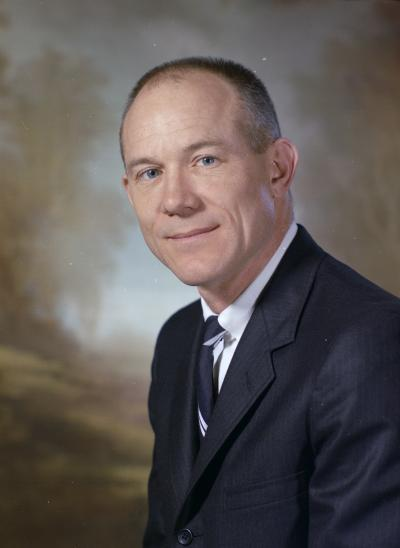
Joel Pritchard (1967)

Joel McFee Pritchard (* 5. Mai 1925 in Seattle, Washington; † 9. Oktober 1997 in Olympia, Washington) war ein US-amerikanischer Politiker (Republikanische Partei).
Pritchard besuchte eine öffentliche Schule. Von 1944 bis 1946 diente er in der United States Army im Rang eines Sergeants. Nach dem Ausscheiden aus dem aktiven Dienst besuchte er 1946 und 1947 das Marietta College. Später arbeitete er für die Griffin Envelope Co., eine in Seattle ansässigen Firma, deren Präsident er 1948 bis 1971 war.
Pritchards politische Laufbahn begann im Repräsentantenhaus von Washington, dessen Mitglied er 1953 bis 1966 war. Von 1966 bis 1970 gehörte er dem Senat von Washington an. Des Weiteren war er 1956 Delegierter zur Republican National Convention in San Francisco und wurde in den 93. Kongress gewählt. Dort vertrat er im US-Repräsentantenhaus seinen Heimatbundesstaat vom 3. Januar 1973 bis zum 3. Januar 1985. Bei der Wahl zum 99. Kongress trat er nicht mehr an, stattdessen wurde er 1988 zum Vizegouverneur des Staates Washington gewählt und 1992 bestätigt. Das Amt des Vizegouverneurs übte Pritchard von Januar 1989 bis Januar 1997 aus.